# Berthollidy
Berthollidy (nedaltonické sloučeniny) jsou chemické sloučeniny, které nemají složení v souladu se zákonem stálých poměrů slučovacích. Jsou to tedy látky s proměnlivým složením a poměr počtů atomů v nich nelze vyjádřit pomocí přirozených čísel. Pojmenovány byly po francouzském chemikovi Claude Louis Bertholletovi.
Příkladem jsou kovové hydridy jako TiH1,75 (hydrid titanu) nebo VH0,71 (hydrid vanadu) nebo oxidy kovů, např. minerál wüstit má ideální vzorec FeO, jde tedy o oxid železnatý. Ve skutečnosti ale obsahuje železa méně, než by odpovídalo ideálnímu stavu. Přesnější vzorec je pak FexO (x = 0,84-0,95).